# Skamania (Washington)
Skamania es un área no incorporada ubicada en el condado de Skamania en el estado estadounidense de Washington.

## Geografía
Skamania se encuentra ubicado en las coordenadas 45°36′53″N 122°3′6″O / 45.61472, -122.05167.